# Smithsonian National Zoological Park
Het Smithsonian National Zoological Park, ook bekend als National Zoo, is een dierentuin in Washington D.C.. De dierentuin werd opgericht in 1889 en bestaat uit twee delen: een dierentuin van 163 acre in het Rock Creek Park in Washington, D.C. en het Conservation and Research Center in Front Royal, Virginia aan de rand van het Nationaal park Shenandoah. De dierentuin is gratis toegankelijk voor het publiek en is grotendeels voor onderwijs bedoeld. Het onderzoekscentrum is niet toegankelijk voor publiek en wordt voornamelijk gebruikt voor het onderzoeken van bedreigde diersoorten. Samen bevatten de twee faciliteiten 2000 dieren van 400 verschillende soorten. Omdat het deel is van het Smithsonian Institution krijgt het federale kredieten voor bedrijfskosten. De steunmaatschappij van de dierentuin, Friends of the National Zoo, verleent steun met privégeld. De dierentuin is lid van de Association of Zoos and Aquariums.
Verscheidene Amerikaanse presidenten hebben de wilde dieren, die ze uit exotische landen ten geschenke kregen, gedoneerd aan de National Zoo. President Theodor Roosevelt bijvoorbeeld ontving bij zijn herverkiezing in 1904 een zending van een zebra, een leeuw en twee struisvogels van de Ethiopische keizer Menelik II. President Coolidge schonk onder meer een nijlpaard.

## Afbeeldingen

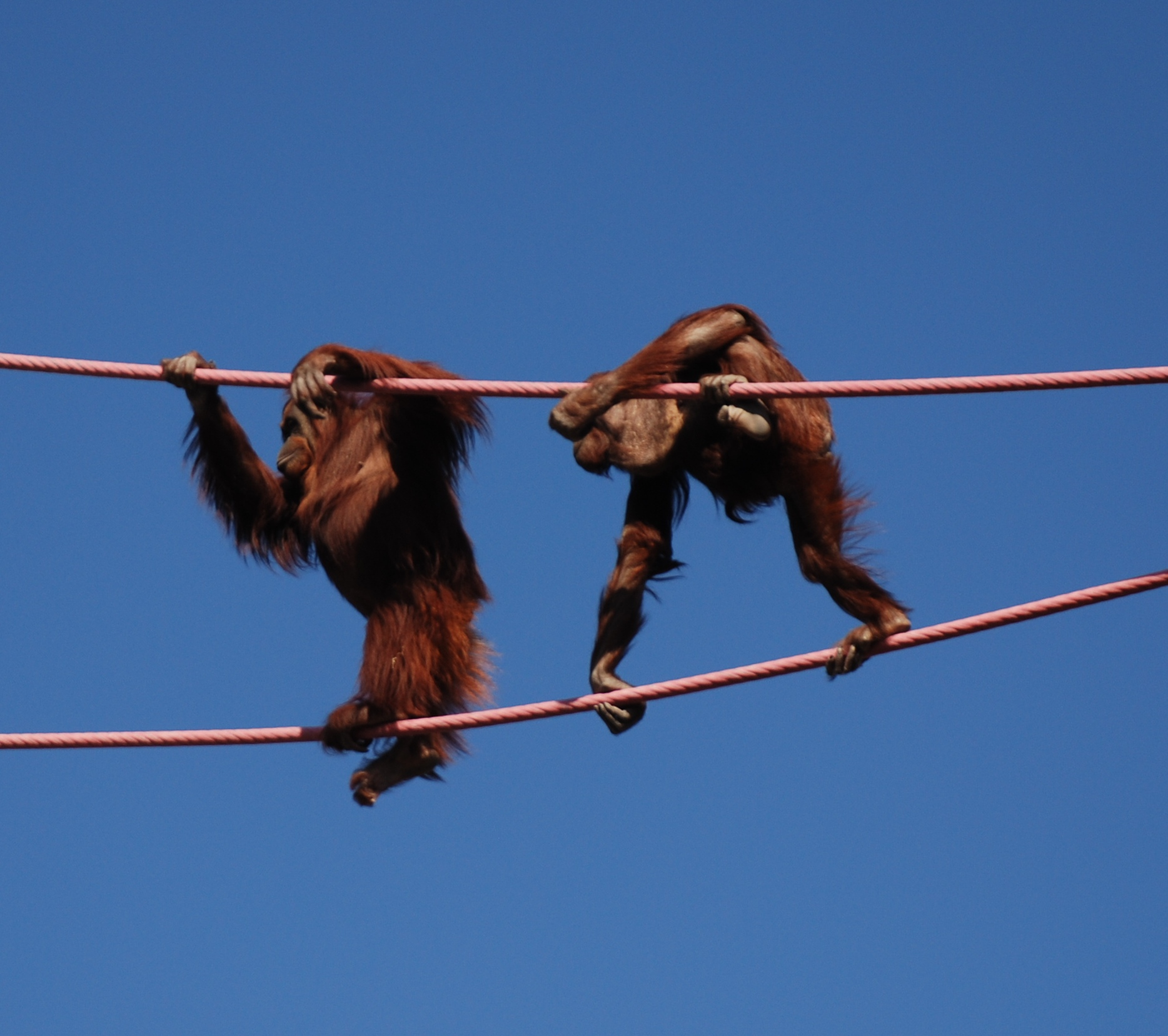
Orang-oetans
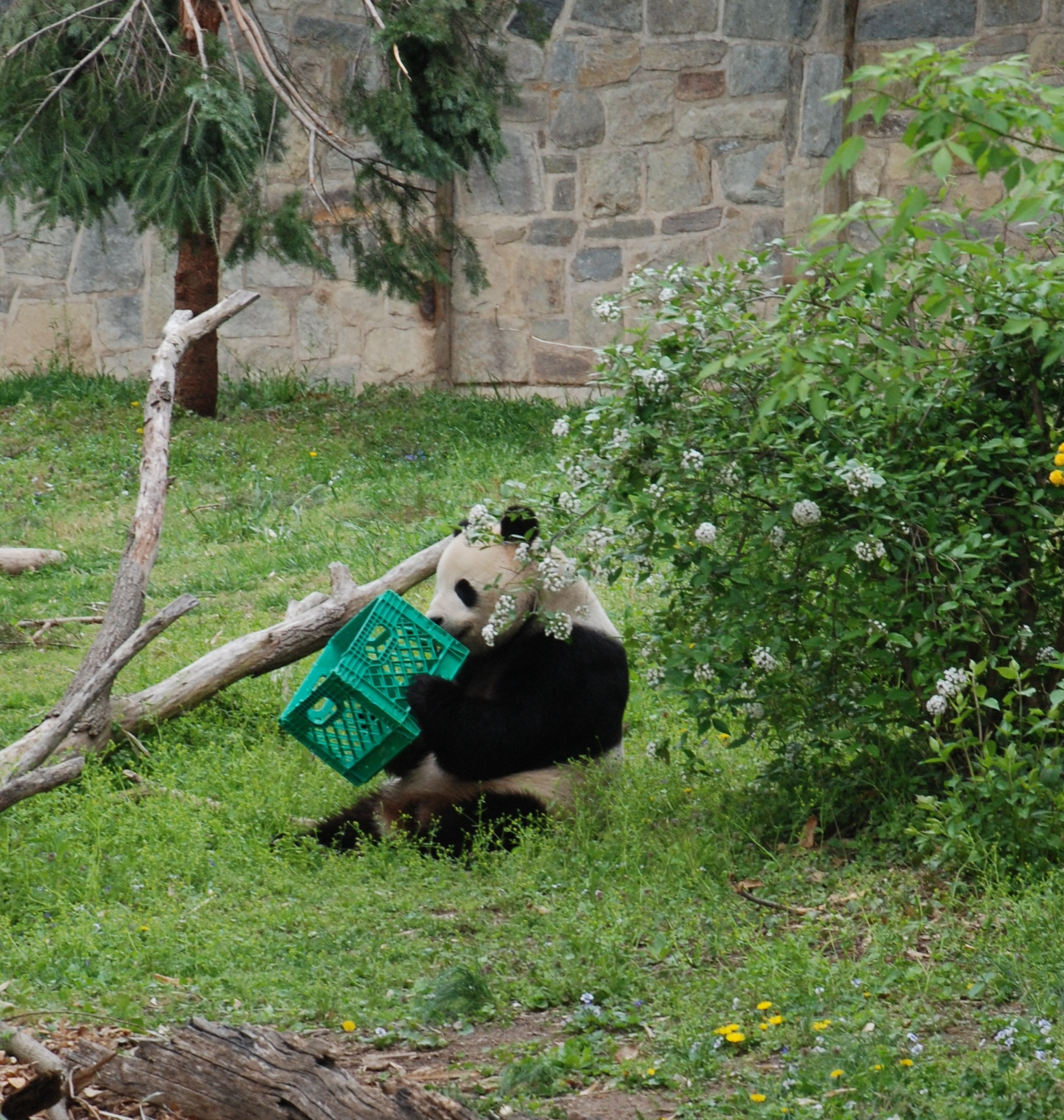
Reuzenpanda
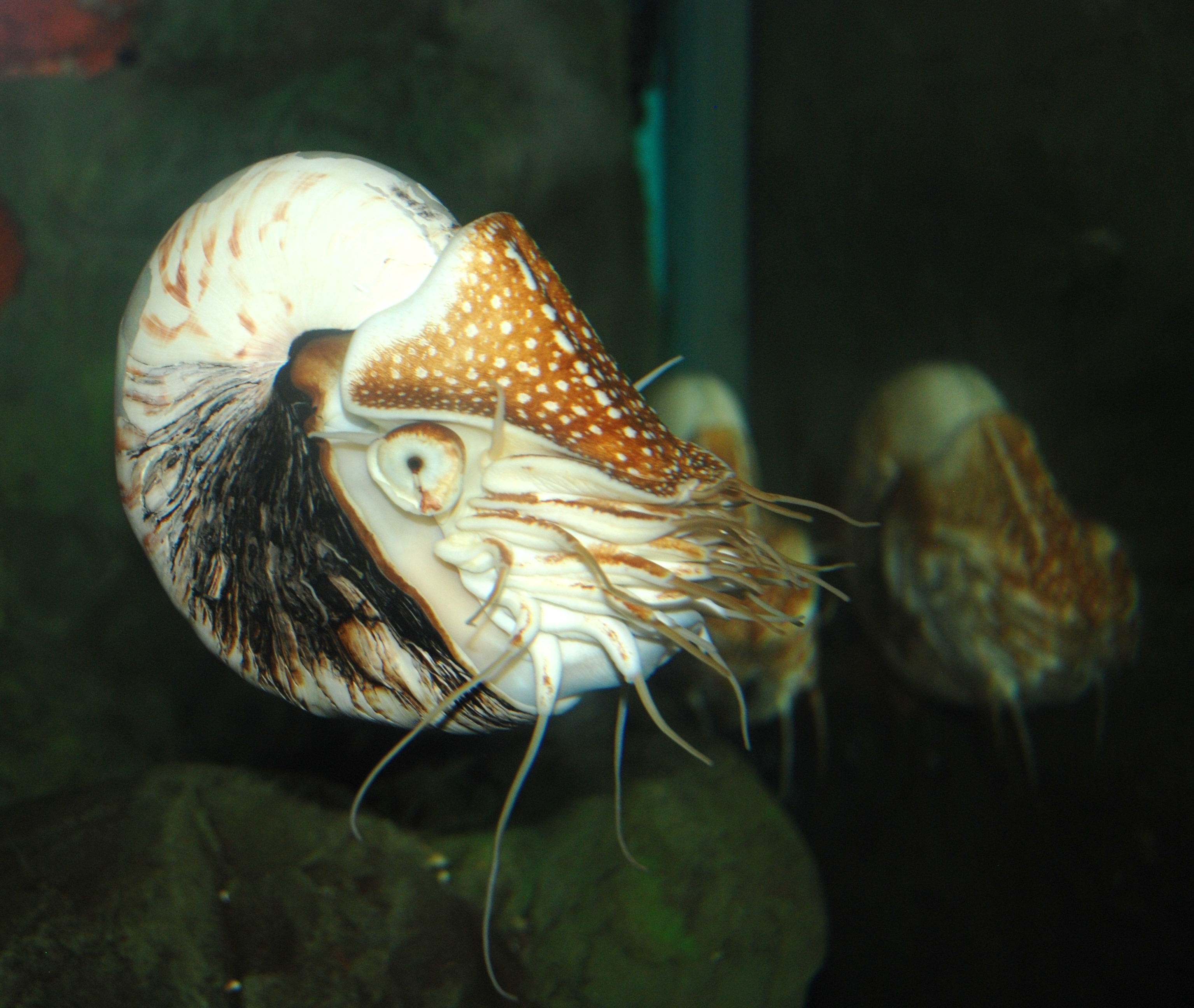
Nautilus
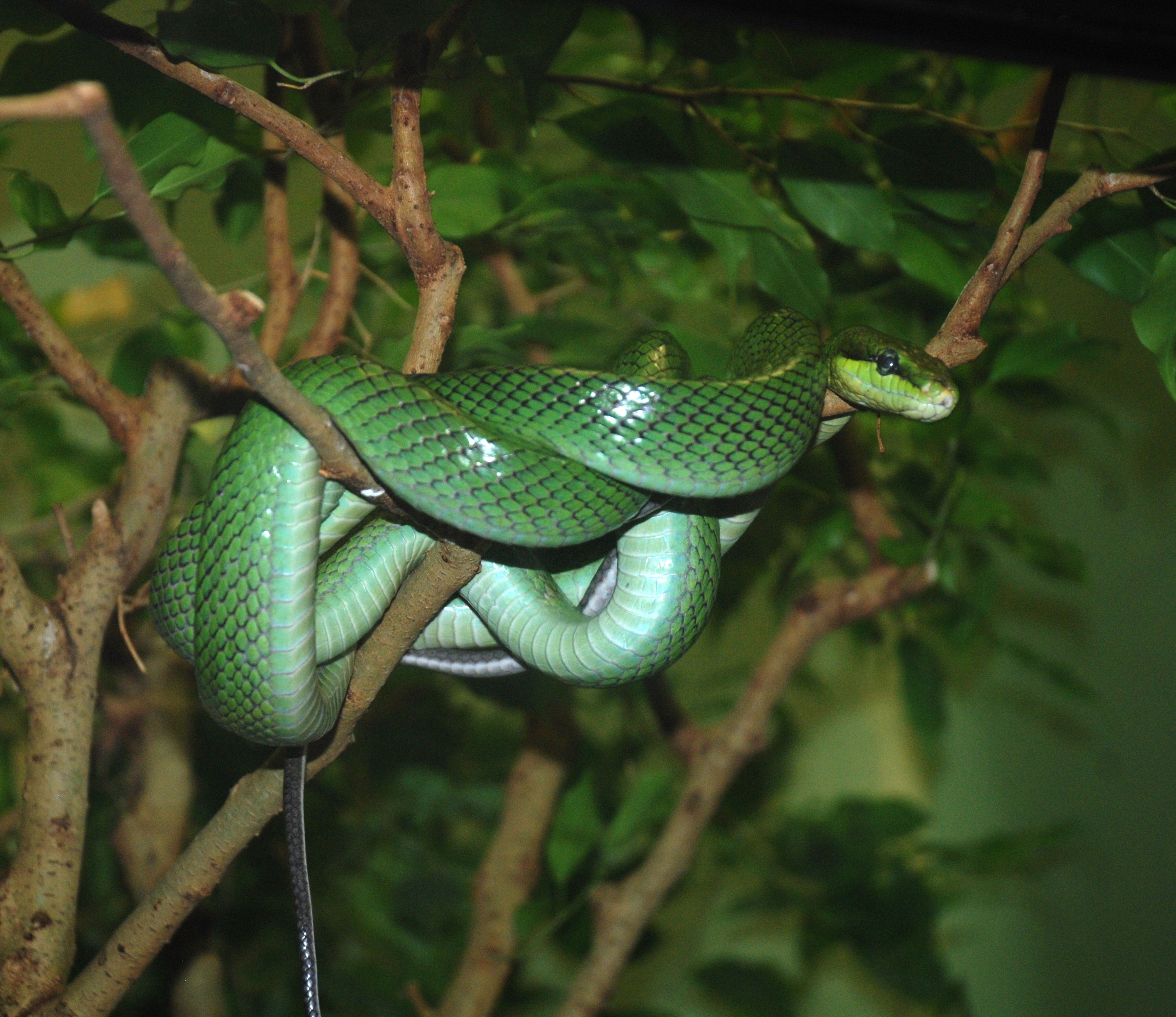
Spitskopslang
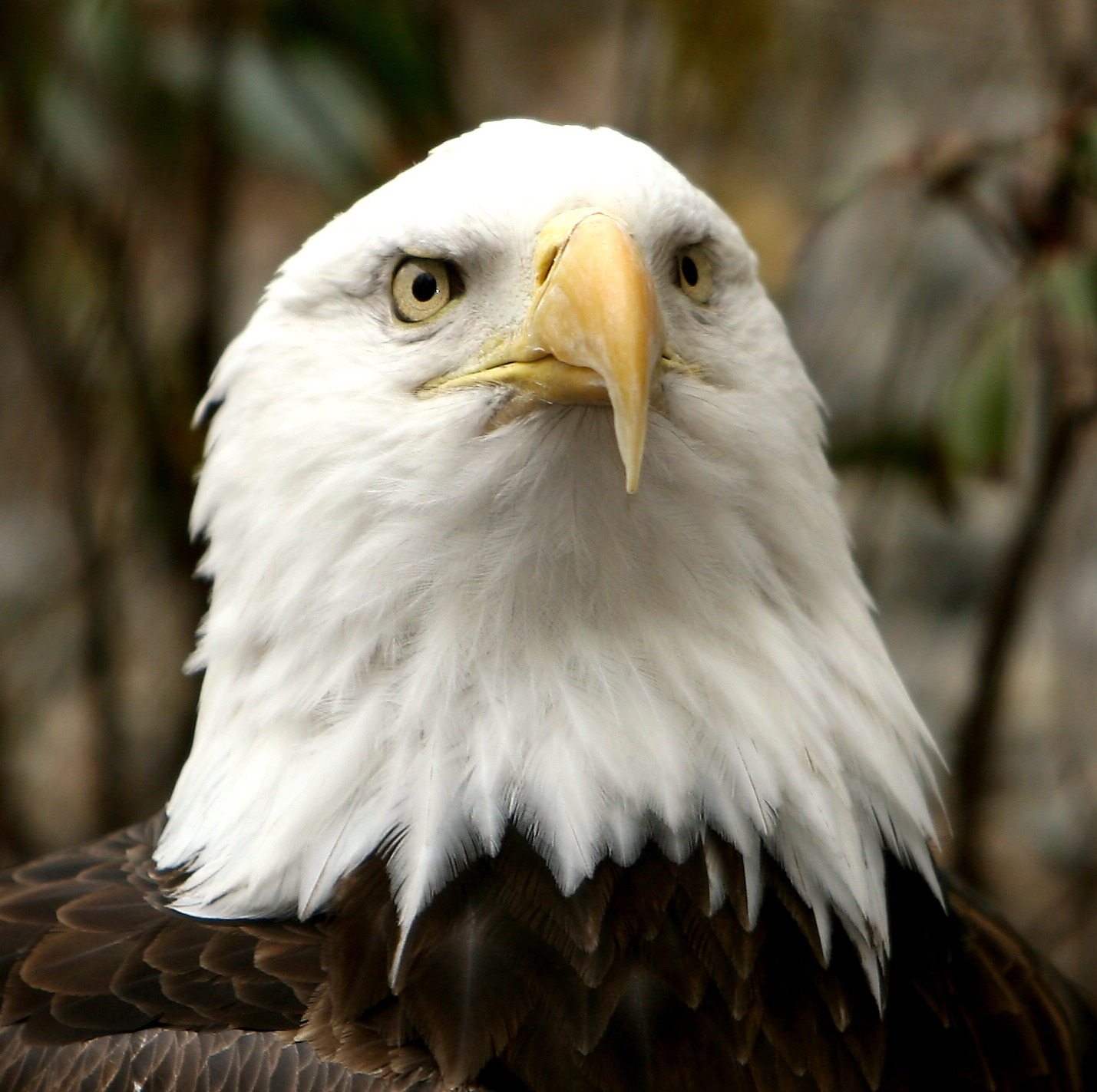
Amerikaanse zeearend